# IC 1553
IC 1553 ist eine linsenförmige Galaxie mit ausgedehnten Sternentstehungsgebieten vom Hubble-Typ S0-a? im Sternbild Bildhauer am Südsternhimmel. Sie ist schätzungsweise 131 Millionen Lichtjahre von der Milchstraße entfernt.
Das Objekt wurde am 3. November 1898 vom US-amerikanischen Astronomen DeLisle Stewart entdeckt.